# Macasius (Familie)

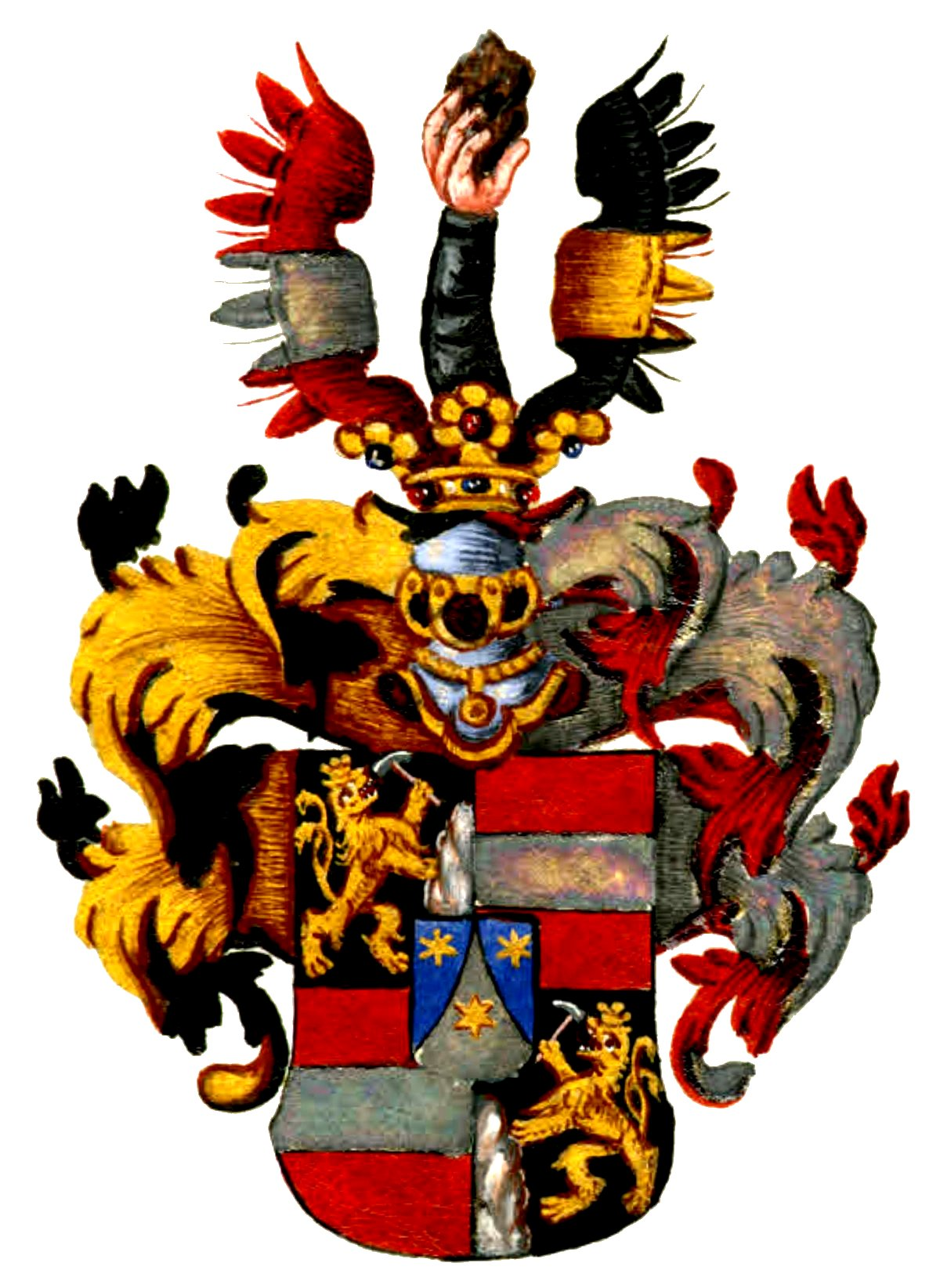
Wappen der Macasius von Sternfels, 1837

Macasius bzw. Macasi, Macasy, später Makasy ist der Name eines böhmischen Geschlechts mit Ursprüngen im Friaul. Ein Familienzweig erhielt 1663 mit dem Prädikat von Sternfels das Adelsdiplom. Das Geschlecht ist zu unterscheiden von dem ungarischen Briefadelsgeschlecht Magassy, zu dem keine Verwandtschaft bestand.

## Geschichte
Der Familienname ist rätoromanischer Herkunft. Das Geschlecht hat seinen Ursprung im Friaul. Bereits 1491 wird in San Martino, Spilimbergo (deutsch Spengenberg) ein möglicher Ahnenherr mit Namen Daniel Anton Macasy erwähnt. Johannes Macasi emigrierte aus Glaubensgründen von Kärnten nach Böhmen und war 1580 Pfarrer in Platten und ab 1581 Pfarrer in Lichtenstadt. Im Zuge der Gegenreformation, in dem der König von seinen Untertanen in einer Frist verlangte die katholische Religion anzunehmen oder auszuwandern, exulierte der Geistliche als böhmischer Glaubensflüchtling 1623 nach Kursachsen. Sein gleichnamiger Sohn bekleidete in der Bergstadt Sankt Joachimsthal die Ämter des Stadtschreibers, Kämmerers und Bürgermeisters.
1663 wird dem Bergmeister von Gottesgab und Bürgermeister von Sankt Joachimsthal Johann Gabriel Macasy in Prag zusammen mit seinen drei Söhnen das Adelsdiplom mit dem Prädikat von Sternfels verliehen, darin einbezogen waren auch all seine ehelichen Leibes Erben und derselben Erbens Erben Mans und Frawen Personen für Ewiglich an allen Orthen und Enden. Jedoch führten nachfolgende Generationen nicht mehr alle das Prädikat. 1837 richteten die Brüder Anton Johann und Karl Macasy ein Gesuch um die Anerkennung des Adels mit dem Prädikat „von Sternfels“. Einem direkten Nachkommen, Franz Anton Makasy, Bürger und Kaufmann in Sankt Joachimsthal, wurde wohl mit der Stammesnachfolge der Macasy von Sternfels der Adelsstand erneut bestätigt. Der Adelsbrief ging dann auf dessen Sohn Johann Nepomuk Anton Makasy, Kaufmann in Prag, über. Im österreichischen Staatsarchiv hat sich ein Sammelakt über die Adelsberechtigung des Leutnants bei Kriegsministerium Anton Macasy erhalten.

## Wappen
Blasonierung: Gevierter Schild. Im Herzschild in Blau eine aufsteigende silberne Spitze, belegt mit einem goldenen Stern, oben von zwei goldenen Sternen begleitet. In Feld eins und vier in Schwarz ein gekrönter goldener Löwe der in der linken Pranke einen Schlegel gegen einen silbernen Felsen hält. In Feld zwei und drei in Rot ein silberner Balken. Helmzier: Auf dem gekrönten Helm ein erhobener Arm, in der Hand ein silberfarbiges Erzstück, zwischen einem offenen Flug, der rechte Flügel rot-silbern-rot, der linke schwarz-golden-schwarz geteilt.

## Genealogie (Auswahl)
- Johannes Macasi d. Ä. (* um 1557 in Villach; † 1624 in Zwickau) evangelischer Pfarrer in Platten und Lichtenstadt; ⚭ NN
  - Johannes Macasius d. J. (* um 1583 in Lichtenstadt, † um 1625 in Sankt Joachimsthal), Stadtschreiber, Kämmerer und Bürgermeister von Sankt Joachimsthal; ⚭ 1608 Elisabeth Kolb
    - Johann Gabriel Macasius von Sternfels (* um 1608 in Sankt Joachimsthal; † 1665 ebenda), Bergmeister von Gottesgab, Kämmerer und Bürgermeister von Sankt Joachimsthal; 1.⚭ 1635 Magdalena Leinfelder, 2.⚭ 1638 Maria Barbara Herolt
      - Johannes Centurio Macasius (* 1636 in Sankt Joachimsthal; † 1680 in Annaberg), Mediziner, Philosoph, Stadtphysikus in Annaberg; ⚭ 1665 Maria Opitz
      - Johann Jacob Macasius (* 1639 in Sankt Joachimsthal) Tranksteuereinnehmer und Münzmeister in Sankt Joachimsthal; 1.⚭ 1662 Martha Regina Otto; 2.⚭ Maria Barbara Schedlich
        - Johann Jacob Macasius (* 1665 in Sankt Joachimsthal; † 1714 ebenda)
        - Johannes Franciscus Macasius (* 1686 in Sankt Joachimsthal; † 1733 in Prag) Jesuit, Gelehrter und Doktor der drei Fakultäten am Clementinum in Prag

      - Johann Macasius von Sternfels (* 1641 in Sankt Joachimsthal; † 1697 ebenda), Bürgermeister von Sankt Joachimsthal; ⚭ 1668 Maria Magdalena Otto
        - Johannes Antonius Macasius (* 1669 in Sankt Joachimsthal; † 1750 ebenda), Stadtschreiber, Magistratsdirektor in Sankt Joachimsthal; ⚭ 1721 Anna Maria Schedlich

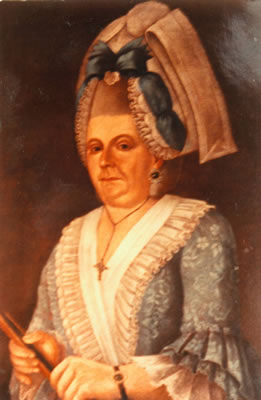
Barbara Mießl von Zeileisen, geb. Macasius (1732–1801)

          - Barbara Mießl von Zeileisen, geb. Macasius (1732–1801)Anna Barbara Macasin (* 1732 in Sankt Joachimsthal; † 1801 ebenda); ⚭ 1757 Johann Nepomuk Mießl von Zeileisen, Oberzehntner, Bergrichter in Sankt Joachimsthal

        - Johann Ignatius Macasi von Sternfels[3] (* 1671 in Sankt Joachimsthal; † in Kremsier), Apotheker in Kremsier; ⚭ Anna Catharina Kuczera
        - Maria Francisca Macasin (* 1674 in Sankt Joachimsthal; † 1698 in Schlackenwerth); ⚭ Johann Caspar Ferdinand Fischer, Komponist und Musiker
        - Johann Friedericus Macasius (* 1676 in Sankt Joachimsthal), Steuereinnehmer, Senator in Sankt Joachimsthal; ⚭ um 1705 Dorothea Francisca Maria
        - Johann Franciscus Macasius (* 1684 in Sankt Joachimsthal; † 1748 ebenda), Stadtschreiber in Sankt Joachimsthal; Maria Magdalena Isabella
          - Franciscus Antonius Macasi (* um 1714 in Sankt Joachimsthal, † 1751 ebenda), Schichtmeister in Sankt Joachimsthal; ⚭ 1739 Maria Barbara Stigenwürth
          - Johann Adalbert Macasi (* 1716 in Kaaden), Zolleinnehmer, Zollbeamter in Kaaden; ⚭ 1750 Maria Franziska Schmidl
            - Franciscus Antonius Bernardus Macasy (* 1762 in Kaaden; † 1800 in Sankt Joachimsthal) Bürger und Kaufmann in Sankt Joachimsthal; ⚭ 1786 Elisabeth Haidmann
              - Wenzel Macasy von Sternfels (* 1789 in Sankt Joachimsthal), Praktikant bei der k. k. Hofkanzlei in Wien; ⚭ 1819 Agnes Maria Kaiser[4]
              - Peter Paul Florian Makasy (* 1790 in Sankt Joachimsthal; † 1878 ebenda), Direktor, Posthalter und Meister in Sankt Joachimsthal; 1.⚭ 1816 Veronika Kuhn; 2.⚭ 1820 Anna Fritsch; 3.⚭ 1823 Elisabeth Göttl
              - Johann Nepomuk Anton Makasy (* 1791 in Sankt Joachimsthal), Kaufmann in Prag; ⚭ Anna Wilhelmine Hanke
              - Peter Carl Boromäus Makasy (* 1797 in Sankt Joachimsthal; † 1882 in Theusing); Oberförster in Petschau, in Diensten des Grafen Beaufort; ⚭ 1840 Antonia Neumann

      - Maria Elisabeth Macasin (* 1643 in Sankt Joachimsthal) ⚭ 1661 Zacharias Augustinus Eidner von Wag, Zolleinnehmer in Sankt  Joachimsthal

    - Hans Friedrich Macasius (* um 1610 in Sankt Joachimsthal; † in Dresden)
    - Elisabeth Macasin (* 1613 in Sankt Joachimsthal; † 1660 in Oberwiesenthal) ⚭ 1638 Augustin Löbel, Handelsmann in Platten und Oberwiesenthal

  - Johannes Paul Macasius (* um 1585 in Lichtenstadt; † 1644 in Zwickau), Physicus, Apotheker in Zwickau; ⚭ 1611 Katharina Köppel
    - Anna Maria Macasius (* 1615 in Eger; † 1681 in Dresden) ⚭ 1654 Christian Lange, Mediziner in Leipzig, ⚭ 1665 August Hauptmann, Arzt und Alchemist in Dresden, ⚭ 1677 Anton Weck, Dresdner Chronist[5]
    - Johann Georg Macasius (* 1617 in Eger; † 1653 in Zwickau), Mediziner, Arzt